# Тойтобургия (посёлок)
Посёлок Тойтобургия (нем. Siedlung Teutoburgia) — шахтёрский посёлок в район Бёрниг города Херне, также известный как город-сад Тойтобургия (нем. Gartenstadt Teutoburgia). Поселение было создано в 1909 году по инициативе профсоюза одноимённой шахты — и расширялось вплоть до 1923 года. Архитектор Берндт спроектировал Тойтобургию в соответствии с идеями английского философа и социолога-утописта Эбенезера Говарда: посёлок состоит из многоквартирных домов, больших открытых пространства, зелёных зон, мест для отдыха — расположенных на открытом воздухе — и садов.